# Limonia talungensis
Limonia talungensis är en tvåvingeart som beskrevs av Alexander 1971. Limonia talungensis ingår i släktet Limonia och familjen småharkrankar. Inga underarter finns listade i Catalogue of Life.